# 库尔特·海因里希·德布斯
库尔特·海因里希·德布斯（1908年11月29日—1983年10月10日）是二战时期纳粹德国的一位V-2火箭专家，后在回形针行动中被带到美国，1962年成为首任美国宇航局肯尼迪航天中心主管。
德布斯主持了位于佛罗里达州邻近梅里特岛和卡纳维拉尔角北端的美国国家航空航天局土星运载火箭发射场的设计、开发、建造和运行。在他的领导下，美国宇航局发射了150枚军用导弹和太空飞行器，其中包括13枚土星5号运载火箭-阿波罗载人登月的推进器。

## 简历

### 德国
1908年11月29日，德布斯出生在德国法兰克福，父母名叫海因里希和梅利·德布斯。他在德国接受的教育，曾就读于达姆施塔特工业大学，在那里先后获得了初级和高级机电工程学位。
1939年，他以一篇浪涌电压（surge voltages）的论文被授予工学博士学位，并被任命为该校助理教授。二战期间，德布斯加入纳粹党，成为一名冲锋队和希姆莱党卫队队员（自1940年）。后来，德布斯被希特勒任命为复仇武器（V-1）飞行测试主管，并积极参与了佩内明德火箭研究计划和V-2火箭的开发。德布斯主要领导佩内明德地面发射架小组人员并且是七号发射测试架的主管工程师。
临近战争尾期，德布斯和一群 V-2 工程师在沃纳·冯·布劳恩弟弟的带领下，于1945年5月2日在沙特瓦尔德（schattwald）附近找到了推进中的美军第四十四步兵师。德布斯与其余佩内明德科学家们被美军拘留在加米施 - 帕滕基兴（Garmisch–Partenkirchen）。
在逆火行动（Operation Backfire）期间，即1924年10月从库克斯港（Cuxhaven）附近一处废弃的德国舰炮靶场进行的一系列 V-2 火箭发射试验中，德布斯还充当过德国火箭工程师与英国人之间的技术暨外交勾通人。

## 美国
1945年底，德布斯和其他德国火箭专家一道，作为美国陆军的“特殊雇员”被转移到德克萨斯州布利斯堡。他曾担任制导和控制分部副主管，1948年12月晋升为亚拉巴马州亨茨维尔红石兵工厂（Redstone Arsenal）冯·布劳恩的助理技术总监。

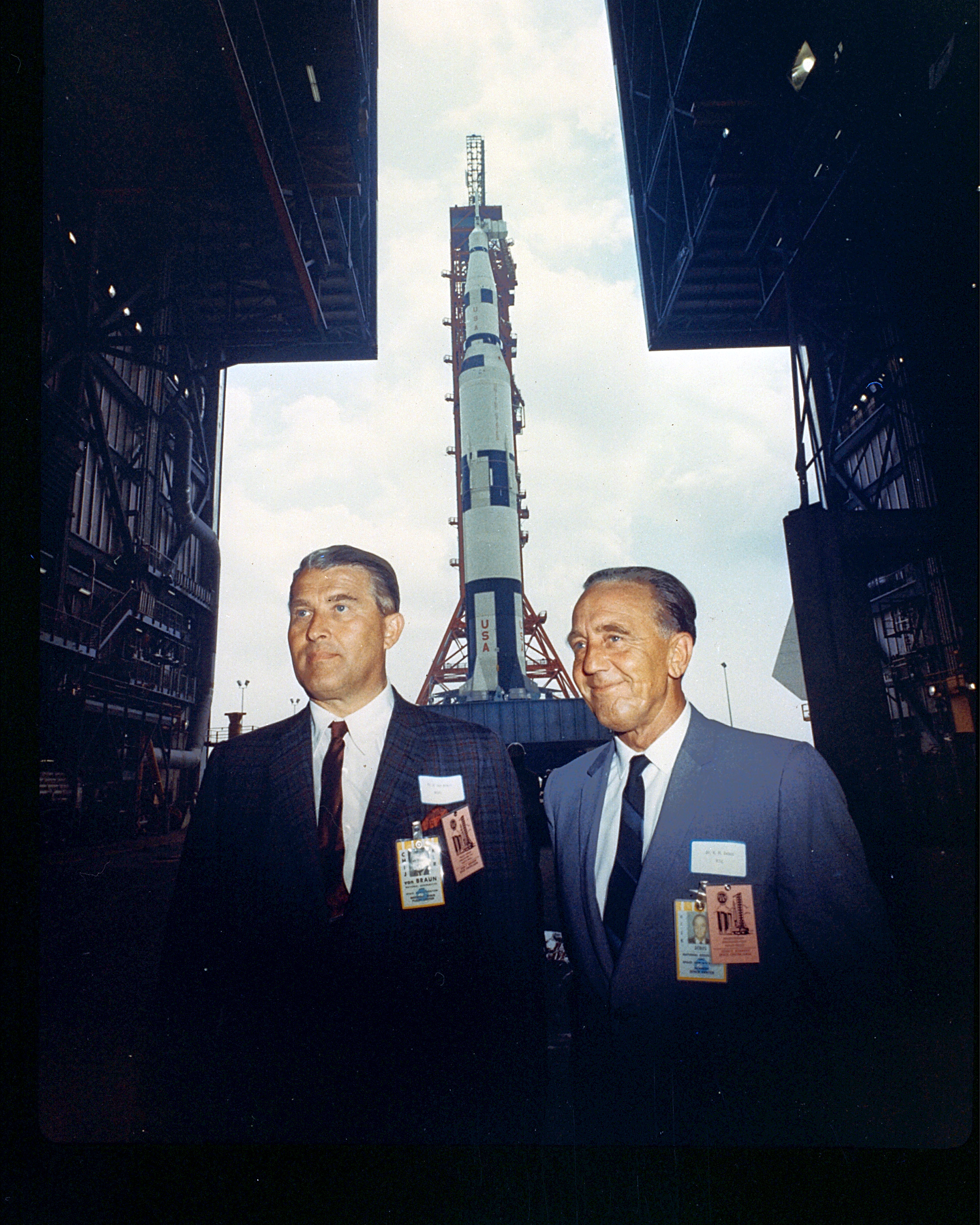
德布斯（右）和沃纳·冯·布劳恩站在土星5号发射架旁，1966年

红石兵工厂成为陆军火箭和太空项目的重点（大火箭首次是从新墨西哥白沙导弹靶场发射，后转移至卡纳维拉尔角空军基地）。陆军指派冯·布劳恩担任开发委员会主席，德布斯则负责监督导弹部门的开发计划，直至1951年11月。
陆军军械部改组了该团队，并称之为军械导弹中心，到1951年11月，任务开发步伐加快，一种新式导弹—红石导弹，正在形成。 冯布劳恩指派德布斯负责一个新的导弹试验部门，在后续一系列的测试中，德布斯的部门曾在太平洋地区发射了美国首枚携带原子弹的导弹。
从1952年始，德布斯负责监督为红石导弹、PGM-19朱庇特弹道导弹、木星-C探空火箭、朱诺导弹和潘兴导弹所配套的卡纳维拉尔角火箭发射场的开发建设。直到1960年，他主管的机构才从陆军划归美国国家航空航天局。
从1961年起，德布斯指导设计、开发和建造了位于卡纳维拉尔角北端、邻近梅里特岛的美国航天局土星火箭发射场。
1962年7月1日，位于佛罗里达州卡纳维拉尔角的发射基地被正式指定为美国宇航局发射操控中心（1963年约翰·肯尼迪总统遇刺后，被重命名为肯尼迪航天中心），德布斯被正式任命为第一任主任。1965年10月，他负责美国航空航天局东西二区的无人发射操作，并被戏称为KSC（肯尼迪航天中心）发射操控主管，直到1966年洛克·佩特龙（Rocco Petrone）担任这一职位为止。
在德布斯的领导下，美国宇航局及其承包商团队建起了被称为自由世界的登月港-肯尼迪航天中心39号发射塔，并为阿波罗计划和天空实验室项目测试和发射了系列土星火箭。 1974年11月，德布斯以肯尼迪航天中心负责人的身份退休。

## 家庭
1937年6月30日，德布斯与伊姆加德·盖伊（娘家姓布吕克曼）结婚，在德国他们还有二位女儿齐格利特（Siegrid）和乌特（Ute）。

## 纪念
位于月球背面，甘斯基陨石坑东南偏东的一座小撞击坑-德布斯陨石坑以及位于肯尼迪航天中心游客综合大楼里的库尔特·德布斯会议中心就是以他的名字命名的；1969年德布斯被列入国家太空名人堂。
自1990年以来，佛罗里达州国家航天俱乐部每年颁发一次德布斯奖，以表彰在佛罗里达州作出的重要航空航天成就，包括与运载火箭、航天器运行、地面支援服务，航程活动、空间教育和太空研究及开发相关的个人。

## 出版物
- 库尔特, 德布斯. . 达姆施塔特. 1964年6月25日  [2008年10月18日]. （原始内容存档于2008年9月11日）.